# Houssein Omar Hassan
Houssein Omar Hassan (* 1. Januar 1977) ist ein paralympischer Läufer aus Dschibuti. Er trat bei den Paralympischen Sommerspielen 2012 in London in der Disziplin 1500-Meter-Lauf T46 an.

## Sportliche Laufbahn
Houssein Omar Hassans Arm wurde oberhalb des Ellenbogens amputiert. Für das ostafrikanische Land Dschibuti war seine Teilnahme an einem Mittelstreckenlauf in der Kategorie T46 (für „Oberarmamputierte, Unterarmverlust und diesen Einschränkungen Gleichgestellte“) die Premiere und zugleich die bislang letzte Teilnahme des Landes bei den Paralympischen Spielen. Als einziger Athlet des Landes durfte er auch die Flagge tragen.
Beim Start verletzte sich Houssein Omar Hassan am Knöchel. Durch die Schmerzen konnte Hassan seinen Lauf nur im Jogging-Tempo beenden. Dabei wurde er mit Standing Ovations vom Publikum begleitet. Seine Zeit betrug 11 Minuten und 13,5 Sekunden, der Erstplatzierte Samir Nouioua kam mit 3 Minuten 57,27 Sekunden ins Ziel.
Später sagte Houssein Omar Hassan, dass er ursprünglich habe aufgeben wollen, aber der Jubel im Stadion habe ihn angespornt, seinen Lauf zu beenden.